# Johan Cederlund (konstvetare)
Johan Olof Cederlund, född 1963, är en svensk konstvetare.

## Biografi
År 2006 blev Cederlund museidirektör och chef för Zornmuseet i Mora. Cederlund är disputerad i konstvetenskap vid Lunds universitet på avhandlingen Thureholm under frihetstiden: återuppbyggnad och nyinredning och blev senare docent vid Uppsala universitet, där han även varit chef för konstsamlingarna. Han är adjungerad professor vid Uppsala universitet och kammarherre.
Cederlund är ledamot av Kungl. Patriotiska sällskapet sedan 2006 och invald i Sällskapets Förvaltningsutskott vid sammanträde den 6 december 2018.

## Utmärkelser, ledamotskap och priser
- H M Konungens medalj i guld av 8:e storleken i Serafimerordens band (Kon:sGM8mserafb)[3]
- Ledamot av Vetenskapssocieteten i Lund (LVSL)[3]